# Epiplatys duboisi
Aphyoplatys duboisi es una especie de pez de agua dulce de la familia de los notobranquíidos en el orden de los ciprinodontiformes.

## Morfología
Los machos pueden alcanzar los 3,5 cm de longitud total.

## Distribución geográfica
Se encuentran en África: República del Congo y República Democrática del Congo.